# Carlo Annovazzi
Carlo Annovazzi (ur. 24 maja 1925, zm. 10 października 1980) – włoski piłkarz. Grał w takich klubach jak AC Milan, Atalanta, Anconitana, Gallaratese i Città di Castello.
Grał także w reprezentacji Włoch, wystąpił na mistrzostwach świata 1950.